# Фосо ди Торе Бруно (Рим)
Фосо ди Торе Бруно је насеље у Италији у округу Рим, региону Лацио.
Према процени из 2011. у насељу је живело 102 становника. Насеље се налази на надморској висини од 107 м.